# UN Watch
UN Watch, ou United Nations Watch, est une organisation non gouvernementale qui se donne pour mission « d’assurer que l’ONU respecte sa propre Charte et que les Droits de l’Homme soient accessibles à tous ». Fondée en 1993 par le diplomate américain Morris Abram, elle est basée à Genève (Suisse). Elle est accréditée du statut consultatif auprès du Conseil économique et social des Nations unies et est une organisation non-gouvernementale associée au Département de l'Information publique des Nations unies (en) depuis 2005. L’organisation a été affiliée à l’American Jewish Committee de 2001 à 2013 ; elle est désormais indépendante.
Le directeur exécutif de l'organisation est l'avocat Hillel Neuer, qui intervient régulièrement au Congrès des États-Unis pour y analyser les activités du Conseil des droits de l’homme de l'ONU.
Elle est aussi décrite comme un lobby pro-israélien,.

## Actions
UN Watch a été actif dans le combat contre les violations des droits de l'homme en République démocratique du Congo,, au Darfour, ou en Haïti[réf. non conforme], et a fait entendre sa voix contre des abus de régimes tels que la Chine, l'Iran, le Venezuela, Cuba et la Russie, 
Il profite régulièrement du temps qui lui est alloué lors des séances du Conseil des droits de l'homme des Nations unies pour permettre à des dissidents et des défenseurs des droits de l'homme de s'exprimer.
Après la décision de la Suisse en 2009 d'interdire la construction de minarets de mosquée, UN Watch déclare qu'il travaillera pour l'abrogation rapide de cette loi. Le président du mouvement, Hillel Neuer, rappelle que l'interdiction religieuse est une discrimination illégale.
En 2022, l'organisation UN Watch publie de nombreuses preuves de violations des droits de l'homme et d'utilisation de la torture contre les personnes LGBT dans les territoires palestiniens et la bande de Gaza par l'Autorité palestinienne et le gouvernement du Hamas, et que les personnes LGBT sont souvent confrontées à la menace de la mort, à la torture et sont contraintes de fuir.
La même année, UN Watch publie un rapport documentant 113 cas d'incitation à l'antisémitisme et au terrorisme et la publication de contenus néo-nazis de la part d'enseignants et de militants de l'UNWRA (organe des Nations unies), dont beaucoup d'enseignants de l'Autorité palestinienne. Malgré les appels de l'organisation, l'UNWRA n'a pris aucune mesure contre les enseignants et les militants incriminés.
UN Watch a critiqué des personnalités telles que le sociologue Jean Ziegler (pour ses liens passés avec le régime libyen de Mouammar Kadhafi), la militante pour les droits de l'homme égyptienne Mona Seif, le rapporteur spécial des Nations unies sur la situation des droits de l’homme dans les territoires palestiniens Richard Falk, ou encore Richard Goldstone et Christine Chinkin (en), tous deux membres d'une commission d’enquête de l'ONU sur l’offensive de l’armée israélienne sur la bande de Gaza en 2008.
L'association UN Watch — parfois conjointement avec d'autres ONG comme Freedom House — s'oppose régulièrement depuis des années à la candidature de pays qui bafouent eux-mêmes les droits de l'homme dans leur propre pays ou aux antécédents lugubres en matière de droits de l'homme au Conseil des droits de l'homme de l'ONU. Elle a ainsi dénoncé la candidature des pays suivants : Angola, Biélorussie, Égypte et Qatar (2007), également Bahreïn, Gabon, Pakistan, Sri Lanka et Zambie (2008), aussi Chine, Cuba et Arabie saoudite (2009 et 2014), Syrie (2011) ; dans une moindre mesure : Bolivie, Inde, Indonésie, Nicaragua, Philippines, Afrique du Sud, Azerbaïdjan, Cameroun, Djibouti, Russie, Bangladesh, Jordanie, Kenya, Kirghizistan, Nigéria et Sénégal… UN Watch rappelle régulièrement que la résolution de l'ONU de 2006 qui ordonnait la création de l'institution, stipule que lors de la sélection des pays pour le Conseil des droits de l'homme, les États membres de l'ONU « tiendront compte de la contribution des candidats à la promotion et à la protection des droits de l'homme ».

### Biais antisioniste et antisémite
Le directeur d'UNW, Hillel Neuer, reproche à l'ONU un biais antisioniste et antisémite, ce qu'il appelle un « traitement sélectif et politisé d'Israël » par de nombreux organes de l'ONU, qui donnerait lieu à un traitement déséquilibré d'Israël. 
En son temps, l'ancien secrétaire général Kofi Annan voulait également mettre fin à ce qu'il considérait être un traitement déséquilibré d'Israël par l'ONU et a été très critique à l'égard du Conseil des droits de l'homme des Nations unies.

## Réception
Le groupe UN Watch est salué par l'ancien secrétaire général de l'ONU, Kofi Annan : « J'apprécie profondément le travail précieux effectué par UN Watch. Je crois qu'une évaluation informée et indépendante des activités des Nations unies s'avérera une source vitale alors que nous cherchons à adapter l'Organisation aux besoins d'un monde qui change »,.
Le directeur général de l'Office des Nations unies à Genève, Sergei Ordzhonikidze, reconnaît « le travail précieux de UN Watch à l'appui de la juste application des valeurs et des principes » de la Charte des Nations unies et le soutien aux droits de l'homme pour tous.  
Martin Peretz (en) de The New Republic décrit en 2007 l'organisation comme « une organisation qui dit la vérité ».  Claudia Rosett (en), journaliste en résidence à la Foundation for Defense of Democracies (en), qualifie également UN Watch de « fidèle et inestimable ».
L'Agence France-Presse (AFP) décrit UN Watch à la fois comme un groupe « de pression ayant des liens étroits avec Israël » et comme « défendant les droits de l'homme dans le monde entier ».

### Critiques
Ian Williams, ancien président de l'Association des correspondants des Nations unies (en)[réf. non conforme] et auteur de The UN For Beginners, écrit en 2007 que l'objectif principal de UN Watch « est d'attaquer les Nations unies en général, et son conseil des droits de l'homme en particulier, pour parti pris présumé contre Israël ». Williams soutient la condamnation par UN Watch du Conseil des droits de l'homme de l'ONU comme une organisation hypocrite, mais accuse également UN Watch lui-même d'hypocrisie pour ne pas avoir dénoncé ce qu'il a appelé « les transgressions israéliennes manifestes contre les droits humains des Palestiniens ».
La journaliste et militante politique américaine, membre de BDS, Phyllis Bennis, décrit en 2013 UN Watch comme une « petite organisation de droite basée à Genève » qui est « peu connue en dehors du siège de l'ONU » mais « anti-droits de l'homme » et « anti-ONU ».  Elle souligne que « saper et délégitimer » Richard Falk par des « accusations calomnieuses » était une « obsession d'UN Watch » « soutenu par (l'ONG internationale) Human Rights Watch », lorsque Falk est devenu rapporteur spécial. Cependant, outre UN Watch ou HRW, de nombreux organismes et personnalités,,[réf. non conforme],,, ont également disqualifié Richard Falk pour différents propos tenus par lui.
Des méthodes jugées « agressives » de l'organisation ont fait l'objet de critiques ; d'après Cornelio Sommaruga, ancien président du CICR, le fondateur d'UN Watch Morris Berthold Abram, « a voulu créer une organisation pour critiquer l’ONU. Mais dès le départ, derrière son projet, c’est la question d’Israël à l’ONU qui le préoccupait. Or ce n’est pas la tâche d’une ONG de plaider la cause d’un État ».
L'Agence télégraphique juive (JTA) a décrit UN Watch comme une organisation pro-israélienne. The Economist voit également cette ONG comme un « moniteur pro-israélien ».